# Dan Menasche
Dan Menasche,  né le 10 février 1985, est un acteur, créateur, scénariste, musicien et chanteur français. Il est connu pour ses rôles dans les comédies musicales telles que Mamma Mia!, La Belle et la Bête ou encore Dirty Dancing.

## Biographie
Il suit une formation de trois ans au Cours Florent. Il est choisi pour jouer dans Cabaret aux Folies Bergère, dans Grease au Palais des Gongrès, Fame et Chance. 
En juin 2023, il épouse la comédienne Pauline Bression qui met au monde leur premier enfant en février 2024. 

## Comédies musicales
- 1999 : Le Petit chose de Vincent Penelle, mise en scène Eric Cum
- 2001 : Germinal de Vincent Penelle, mise en scène Eric Cumps
- 2001 : Tremplin National Français de la Chanson Française : finale
- 2002 : Avant première du concert de Sarit Hadad à Anvers
- 2003 : La Belle au Bois dormant de Vincent Penelle, mise en scène Eric Cumps
- 2004 : La Folle Journée d'après Le Mariage de Figaro de Beaumarchais, mise en scène d'Alexis Michalik
- 2005 : Belle du seigneur de Nicolas Elkrief, coécrit avec Christian Morel de Sarcus : Solal
- 2006-2007 : Cabaret mise en scène de Sam Mendes aux Folies Bergère
- 2008 : Fame adaptée par Stéphane Laporte et mise en scène de Ned Grujic[1]
- 2009 : Chance!, texte et mise en scène de Hervé Devolder, au Palais des glaces
- 2009-2010 : La Mégère à peu près apprivoisée d'à peu près Shakespeare, mise en scène d'Alexis Michalik au Splendid : Lucentio / Petruchio
- 2009 : Grease, mise en scène de Olivier Benezech, au Palais des Congrès
- 2009 : Les nouvelles aventures de Robin des Bois, mise en scène de Fred Colas au Théâtre Le Temple
- 2010-2013 : Mamma Mia !, mise en scène de Paul Garrington au Théâtre Mogador et en tournée : Sky
- 2013-2014 : La Belle et la Bête (Beauty and the Beast : The Broadway Musical) au Théâtre Mogador : Lumière[2]
- 2015 : Dirty Dancing au Palais des sports : Billy[3]
- 2015-2016 : Le Voyage extraordinaire de Jules Verne de Nicolas Nebot et Dominique Mattei, mise en scène Rabah Aliouane, théâtre Mogador : Phileas Fogg

## Théâtre
- 2006 : Les Enfants d'Edward Bond, mise en scène de Jehanne Gascoin et Caroline Guerin, au Théâtre de La Joncquière[4]

## Filmographie

### Télévision
- 1999 : Docteur Sylvestre : Marian Handwerker
- 2004 : Diane, femme flic : Marc Angelo
- 2008 : Central Nuit : Félix Olivier
- 2008 : R.I.S Police scientifique : Alain Choquart
- 2013 : Bande Démo : Louis Julien Petit (Sélectionné au Festival Fiction TV de La Rochelle 2013 )
- 2022 : Plus belle la vie (saison 19)

### Courts-métrages
- 1997 : Les Pièces à Trous : Pierrot de Heusch

### Doublage
- 2023 : Ranelot et Bufolet (en) : Luciole et Raton-laveur
- 2025 : Blanche-Neige : le bon roi (Hadley Fraser)